# Drapeau Ciudad de Castro Urdiales
Le Drapeau Ciudad de Castro Urdiales (la Bandera Ciudad de Castro Urdiales, en castillan) est une régate d'aviron en banc fixe qui se déroule tous les ans à Castro-Urdiales en Cantabrie et est organisée par la Société sportive d'aviron Castro-Urdiales.

## Palmarès
| Édition | Année | Vainqueur       | Second           | Troisième        |
| ------- | ----- | --------------- | ---------------- | ---------------- |
| I       | 1973  | Orio            | Getaria          | Santander        |
| II      | 1974  | Orio            | Hondarribia      | Hernani          |
| III     | 1975  | Astillero       | Kaiku            | Hernani          |
| IV      | 1976  | Pedreña         | Astillero        | Castro-Urdiales  |
| V       | 1977  | Santurtzi       | Hernani          | Orio             |
| VI      | 1978  | Kaiku           | Santurtzi        | Lasarte-Michelin |
| VII     | 1979  | Santurtzi       | Kaiku            | Orio             |
| VIII    | 1980  | Santurtzi       | Kaiku            | Orio             |
| IX      | 1981  | Kaiku           | Santurtzi        | Zumaia           |
| X       | 1982  | Kaiku           | Zumaia           | Algorta          |
| XI      | 1983  | Zumaia          | Kaiku            | Orio             |
| XII     | 1984  | Zumaia          | Orio             | Zierbena         |
| XIII    | 1985  | Zumaia          | Santurtzi        | Orio             |
| XIV     | 1986  | Kaiku           | Santurtzi        | Zumaia           |
| XV      | 1987  | Zumaia          | Santurtzi        | Hondarribia      |
| XVI     | 1988  | Hondarribia     | Ciudad Santander | Mundaka          |
| XVII    | 1989  | Zumaia          | Hondarribia      | Santoña          |
| XVIII   | 1990  | Zierbena        | Hondarribia      | Zumaia           |
| XIX     | 1991  | Arraun Lagunak  | Zierbena         | Kaiku            |
| XX      | 1992  | Zumaia          | Santurtzi        | Zierbena         |
| XXI     | 1993  | Kaiku           | Camargo          | Ciudad Santander |
| XXII    | 1994  | Ondarroa        | Zierbena         | Santoña          |
| XXIII   | 1995  | Castropol       | Orio             | Santoña          |
| XXIV    | 1996  | Castro-Urdiales | Orio             | Zierbena         |
| XXV     | 1997  | Ondarroa        | Zierbena         | Santurtzi        |
| XXVI    | 1998  | Castro-Urdiales | Getxo            | Pedreña          |
| XXVII   | 1999  | Castropol       | Castro-Urdiales  | Ondarroa         |
| XXVIII  | 2000  | Castro-Urdiales | Santurtzi        | Urdaibai         |
| XXIX    | 2001  | Ondarroa        | Pedreña          | Arkote           |
| XXXe    | 2002  | Castro-Urdiales | Pedreña          | Ondarroa         |
| XXXI    | 2003  | Astillero       | San Juan         | Urdaibai         |
| XXXII   | 2004  | Orio            | Hondarribia      | Pedreña          |
| XXXIII  | 2005  | Orio            | Castro-Urdiales  | Hondarribia      |
| XXXIV   | 2006  | Castro-Urdiales | Hondarribia      | Orio             |
| XXXV    | 2007  | Orio            | Castro-Urdiales  | Hondarribia      |
| XXXVI   | 2008  | Kaiku           | Isuntza          | San Juan         |
| XXXVII  | 2009  | Astillero       | San Juan         | Santurtzi        |
| XXXVIII | 2010  | Santoña         | Portugalete      | Getaria          |

Lors des éditions de 2008 et 2009, les régates font partie de la Ligue ARC dans la première catégorie ; dans la seconde catégorie lors de celle de 2010.